# Březinka (usedlost)
Březinka je zaniklá usedlost v Praze 5-Smíchově, která stála v ohybu ulic U Santošky a Na Václavce. Na jejím místě stojí kostel Československé církve husitské. Je po ní pojmenována ulice Na Březince.

## Historie
Původní název vinice byl „Višňovka“. Roku 1707 prodal Antonín Resch vinici s lusthausem registrátoru zemských desek Johanu Felixi Březinovi, po kterém získala jméno.
V 19. století vlastnil Březinku Edvard rytíř Doubek a v té době k usedlosti náleželo 300 sáhů pozemků. Vlastní dvůr byl tvořen jednou obdélnou obytnou budovou, jedním větším hospodářským stavením a několika menšími objekty.
Po zboření usedlosti na přelomu 19. a 20. století bylo její číslo popisné přeneseno na nový dům v ulici Na Březince.